# Walter Scammel
Walter Scammel († unsicher: 23. September 1286) war ein englischer Geistlicher. Ab 1284 war er Bischof von Salisbury.

## Herkunft und Studium
Walter Scammel war ein Sohn von Robert und Matilda Scammel und stammte vermutlich aus Dorset. Über seine Herkunft ist sonst nichts bekannt. 1256 erwarb er Grundbesitz bei Poerston, womit vielleicht Poorton in Dorset gemeint war. In Dorset pachtete er 1269 auch bei Handley ein kleines Gut. Möglicherweise studierte Scammel an der Universität Oxford. 1262 wird er als Master bezeichnet, und vor Oktober 1276 erreichte er den Grad eines Doktors beider Rechte.

## Aufstieg als Geistlicher und im Dienst der Krone
Zunächst diente Scammel als Geistlicher in der Diözese Worcester, wo er 1257 und 1258 als Offizial von Bischof Walter de Cantilupe diente. Dieses Amt legte er vor dem 12. Juli 1262 nieder. Vor Juni 1262 wurde er Kanoniker an der Kathedrale von Salisbury. Im Januar 1263 war er einer der vier Vertreter des Kathedralkapitels von Salisbury bei der Wahl von Bischof Walter de la Wyle. Vor dem 22. April 1265 wurde er Archidiakon von Berkshire und vor dem 13. Februar 1268 Schatzmeister der Kathedrale von Salisbury. Am 9. September 1271 wurde er dann zum Dekan der Kathedrale gewählt. Im Dezember 1267 diente er in neun Diözesen als Erheber des päpstlichen Zehnten, dessen Einkünfte dem König zugesprochen wurden. In der Folge übernahm er weitere Aufgaben für den König. Im Dezember 1271 übernahm er für die Krone die Verwaltung der vakanten Wilton Abbey. Zusammen mit Matthew de Columbariis wurde er im März 1275 beauftragt, in achtzehn südenglischen Grafschaften die königlichen Forste zu inspizieren, dazu im November 1279 die königlichen Forste in Shropshire. Zum Dank für diese Dienste verschaffte ihm König Eduard I. vor dem 17. September 1278 eine Pfründe an der St Patrick’s Cathedral in Dublin.

## Bischof von Salisbury

### Wahl zum Bischof
Obwohl Scammel durch seine Dienste ein Mann des Königs war, wurde er am 26. Juni 1284 vom Kathedralkapitel in offenbar freier Wahl zum Bischof der Diözese Salisbury gewählt. Dabei wurden offenbar erstmals drei Kanoniker als Wahlhelfer eingesetzt, die die schriftlichen Voten des Kathedralkapitels auswerteten. Mit 24 von 33 Stimmen erhielt Scammel eine eindeutige Mehrheit der Stimmen. Am 24. Juli 1284 stimmte der König der Wahl zu, und am 10. August wurden Scammel die Temporalien der Diözese übergeben. Die Bischofsweihe verzögerte sich, weil zunächst die Mönche des Kathedralpriorats von Canterbury zustimmen mussten, dass die Weihe nicht in Canterbury stattfinden sollte. Am 22. Oktober wurde Scammel dann in Sonning in Berkshire von Erzbischof Pecham zum Bischof geweiht. Weil er durch seine Weihe an diesem Ort die Rechte des Kathedralpriorats von Canterbury verletzt hatte, musste Scammel auf Druck des Königs den Mönchen eine Gebühr von £ 100 zahlen. Am 4. Januar 1285 wurde Scammel dann in Salisbury inthronisiert.

### Tätigkeit als Bischof
Von Scammels kurzer Amtszeit als Bischof ist nur wenig bekannt. Bereits vor seiner Inthronisation hatte er mit der Visitation seiner Diözese begonnen. Am 19. Dezember 1284 war er in Reading Abbey, wo das Kloster praktisch zahlungsunfähig war. Zeitweilig übernahm die Krone 1286 die Verwaltung der Besitzungen der Abtei, doch vor allem die von Scammel auferlegten strengen Einsparungen führten schließlich zur finanziellen Sanierung des Klosters. Ende 1284 exkommunizierte Scammel Sir Osbert Gifford, der zwei Nonnen von Wilton Abbey entführt hatte. Schließlich bestrafte Scammel den Ritter mit einer demütigenden Zeremonie in der Kathedrale von Salisbury.
Am 9. September 1286 nahm Scammel an einer Sitzung des Kathedralkapitels in Salisbury teil. Er soll vierzehn Tage später gestorben sein. Er wurde in der Kathedrale, vermutlich in der Trinity Chapel, beigesetzt.